# Basket Case – Der unheimliche Zwilling
Basket Case – Der unheimliche Zwilling ist ein Horrorfilm des US-amerikanischen Regisseurs Frank Henenlotter aus dem Jahr 1982. Die Handlung beschreibt die Geschichte eines siamesischen Zwillingspärchens, das mit zwölf Jahren getrennt wurde. Die beiden Zwillinge machen sich als Erwachsene auf einen Rachefeldzug gegen die damals behandelnden Ärzte.

## Handlung
Ein Arzt wird von einem Unbekannten ermordet. Die daneben liegende Akte wird blutverschmiert. Der unbekannte Mörder nimmt die Akte mit, als er geht.
Duane Bradley zieht mit einem Weidenkorb unter dem Arm in einem dreckigen Hotel in New York ein. Nach dem Bezahlen fragt er den Hotelbesitzer nach einem Schnellimbiss und wird an ein hiesiges Schnellrestaurant verwiesen. Bradley bezieht sein Zimmer und wirft die gekauften Burger in den Korb. Es wird angedeutet, dass er etwas in diesem Korb füttert. Er holt danach die blutverschmierte Akte hervor und sucht daraus die Namen anderer Ärzte, nach denen er vergeblich in einem Telefonbuch sucht. Mit dem Korb unterm Arm geht Bradley am nächsten Tag in die Stadt. Er sucht einen weiteren Arzt auf, der ebenfalls von der Person ermordet wird, die Bradley im Korb trägt. Es handelt sich dabei um Belial, Duanes ehemaligen siamesischen Zwilling, der ohne Rumpf und nur mit Kopf und Armen lebt. Wie sich herausstellt, wurden beide im Alter von zwölf Jahren auf Druck des Vaters getrennt und wollen sich jetzt in New York an den Ärzten für die seelischen Qualen rächen, die sie durch die ungewollte Trennung erlitten haben. Bradley lernt allerdings Sharon, die Arzthelferin eines der Ärzte, kennen und verliebt sich in sie, was seinen Bruder dazu animiert, seinen Rachefeldzug aus Eifersucht nicht mehr nur auf die Ärzte zu beschränken.

## Hintergrund
Regisseur Frank Henenlotter drehte den improvisierten Film innerhalb eines Jahres an mehreren Wochenenden für 35.000 Dollar. Im US-Kino floppte der Film, vermutlich weil er zum Missfallen von Henenlotter von den Verleihern wegen Gewalt zensiert wurde. Erst die Veröffentlichungen in der unzensierten Fassung, die in den US-amerikanischen Mitternachtkinos lief und 1984 auf VHS veröffentlicht wurde, brachte einen gewissen Bekanntheitsgrad und seinen heutigen Kultstatus. Der als „Kultklassiker des Untergrundkinos“ bezeichnete Streifen lebt vor allem durch die absurde Geschichte und ihre kuriosen Figuren. Es werden Themen wie die Korruption der Gesellschaft, Ehrlichkeit und Offenheit und natürlich das Verhältnis der Gesellschaft zu behinderten Menschen angerissen.
„Basket Case“ (übersetzt etwa: „hoffnungsloser Fall“, „Schwerverletzter“ oder auch „Psycho“) ist im Englischen ein Ausdruck für einen hoffnungslos psychisch oder physisch kranken Menschen. Der Filmtitel ist auch eine Anspielung darauf, dass der abgetrennte Zwilling des Hauptdarstellers die meiste Zeit in einem Korb (englisch: „Basket“) verbringt.
Die Indizierung des Films wurde 2008 aufgehoben. Nach einer Neuprüfung durch die FSK im November 2020 wurde die ungekürzte Fassung ab 18 Jahren freigegeben.

### Synchronisation
Die deutsche Synchronfassung entstand bei der FFS Film- & Fernseh-Synchron, München.
| Rolle                    | Darsteller           | Synchronsprecher   |
| ------------------------ | -------------------- | ------------------ |
| Duane Bradley            | Kevin Van Hentenryck | Hans-Georg Panczak |
| Sharon                   | Terri Susan Smith    | Christina Hoeltel  |
| Hotelleiter              | Robert Vogel         | Peter Thom         |
| Dr. Judith Kutter        | Diana Browne         | Ingrid Capelle     |
| Brian 'Mickey' O’Donovan | Joe Clarke           | Fred Klaus         |
| Duanes Vater             | Richard Pierce       | Berno von Cramm    |

## Kritik
„Haarsträubender Unfug, der auf den Brechreiz des Zuschauers spekuliert.“

## Fortsetzungen
Wegen des großen Erfolgs des Originals erschienen im Jahr 1990 die Fortsetzungen Basket Case 2 und 1991 Basket Case 3: Die Brut.

## Dokumentation
- 2012: What’s in the Basket?, Regie: David Gregory
- 2015: A Basket Case Study, Regie: Jarret Gahan

## Deutsche Veröffentlichungen
- 1983: Kino (BRD), ungekürzte Fassung, 24. Juni 1983
- 1996: Laserdisc von Astro Records, Trilogie
- 2000: TV-Ausstrahlung im Privatfernsehen (Vox), gekürzte Fassung
- 2007: DVD von CMV, ungekürzte Fassung
- 2007: DVD von CMV & AL!VE, ungekürzte Fassung
- 2008: DVD von ´84 Entertainment, ungekürzte Fassung, Limitiert auf 222 Stück
- 2008: DVD von ´84 Entertainment, ungekürzte Fassung, Limitiert auf 111 Stück
- 2009: DVD von CMV, ungekürzte Fassung, Trilogy
- 2012: DVD von Inked Pictures, ungekürzte Fassung, Limitiert auf 22 Stück
- 2013: Bluray von CMV, ungekürzte Fassung
- 2013: Bluray von CMV, gekürzte Fassung
- 2013: Bluray von CMV & Al!VE, ungekürzte Fassung, Limitiert auf 500 Stück
- 2014: Bluray von New Vision / Edel Germany, gekürzte Fassung
- 2015: Bluray von CMV, ungekürzte Fassung mit Teil 2 und 3, Limitiert auf 111 Stück
- 2015: Bluray von Inked Pictures, ungekürzte Fassung, Trilogie
- 2019: Bluray von Digidreams Studios, Trilogie
- 2020: Bluray von Astro Records, ungekürzte Fassung, Limitiert auf 250 Stück, 16:9 / 4K